# 江原陽子
江原 陽子（えばら ようこ、別名：風琳）は、日本の歌手・シンガーソングライター・女優・声優。洗足学園音楽大学の講師を務めている。東京藝術大学在学中にNHK『うたって・ゴー』の歌のおねえさんのオーディションに合格し、4年間『うたって・ゴー』の歌のおねえさんのレギュラー出演を務めた。

## 人物
東京都出身。4歳よりソルフェージスクールにてピアノを始め、音楽の基礎を学ぶ。東京藝術大学在学中にNHKうたって・ゴーの歌のおねえさんのオーディションに合格し、4年間うたって・ゴーの歌のおねえさんのレギュラー出演を務めた。1991年より日本フィル夏休みコンサートに歌と司会で出演するほか、東京交響楽団の音楽鑑賞教室で司会を務めるなど、クラシックコンサートのナビゲーターとしても活躍している。どんな人にもどんな時にも音楽を伝えたいという江原はノーマライゼーションの社会をつくるための福祉コンサートやファミリーコンサートなど様々なコンサートを開いたり音楽のレコーディングで活動を展開している。
最近では歌で親子のふれあいの時をテーマに、弾き語りコンサートやワークショップ、読み聞かせなど様々なことを行っている。その他、ヤマハ音楽教室の教材の中にある歌を歌ったり、風琳名義で作詞・作曲も行っている。
2010年度までNHKラジオみんなのコーラスに出演していた。
児童合唱団などで合唱団のヴォイストレーナーとしても活動している。

## その他
- ヤマハ音楽教室教材 グループレッスン ぷっぷるくらぶコース教材 ドレミらんど　らららぷっぷる,ドレミらんど　るるるぷっぷる DVD・CD(歌唱)
- ヤマハ音楽教室教材 グループレッスン　赤りんごコース教材 Hello!ぷっぷる CD(歌唱)
- ヤマハ音楽教室教材 グループレッスン おとのおもちゃばこコース教材　ゆらゆらっこ,きらきらっこ CD(歌唱)
- ヤマハ音楽教室教材 グループレッスン みゅーじっくらんど CD(歌唱)
- ヤマハ音楽教室教材 グループレッスン おんがくなかよしコース教材　旧おんがくなかよし　CD(歌唱)
- ヤマハ音楽教室教材 グループレッスン おんがくなかよしコース教材　こんにちは!たのしいね!,うれしいな!ありがとう!　DVD・CD(歌唱)
- ヤマハ音楽教室教材 グループレッスン 幼児科コース教材　旧ぷらいまりー2　ビデオ・DVD(歌唱)
- ヤマハ音楽教室教材 グループレッスン 幼児科コース教材　旧ぷらいまりー1,3,4　CD(歌唱)
- ヤマハ音楽教室教材 グループレッスン 幼児科コース教材　ぷらいまりー　DVD・CD(歌唱)
- ヤマハ音楽教室教材 グループレッスン 児童科コース教材　みゅーじっくふれんど4　CD(歌唱)
- ヤマハ音楽教室教材 グループレッスン ジュニアステップ基礎コース教材　おとのぼうけん1 CD(歌唱)
- ヤマハ音楽教室教材 グループレッスン アンサンブルクルーズコース教材　アンサンブルクルーズ2　CD(歌唱)
- ヤマハ音楽教室教材 グループレッスン じゅにあソルフェージュアンサンブル1,2,4,6,8 CD(歌唱)
- ヤマハ音楽教室教材 個人レッスン　旧ピアノスタディ6 CD(歌唱)
- ヤマハ音楽教室教材 個人レッスン　ピアノジュニアコース ピアノジュニア3・4　CD(歌唱)
- ヤマハ音楽教室教材 個人レッスン　エレクトーンジュニアコース　エレクトーンジュニア1,2,4 CD(歌唱)